# Мјесто Албрехтице
Мјесто Албрехтице (чеш. Město Albrechtice) град је у Чешкој Републици. Град се налази у управној јединици Моравско-Шлески крај, у оквиру којег припада округу Брунтал.

## Становништво
Према подацима о броју становника из 2014. године град је имао 3.563 становника.